# Liste des monuments historiques de Landen
Cette page regroupe l'ensemble des monuments classés de la ville de Landen.
| Objet                                                                 | Statut du classement? | Année de construction/architecte | Section communale     | Adresse                | Coordonnées                      | Numéro d'inventaire | Illustration                                                    |
| --------------------------------------------------------------------- | --------------------- | -------------------------------- | --------------------- | ---------------------- | -------------------------------- | ------------------- | --------------------------------------------------------------- |
| (nl) Pastorie met inbegrip van het poorthuis en de bakstenen ommuring | Oui                   |                                  | Attenhoven-Neerlanden | Abdijstraat 40         | 50° 46′ 44″ nord, 5° 04′ 43″ est | 200030              | Téléverser                                                      |
| (nl) Station van Racour met inbegrip van de logis des piocheurs       | Oui                   |                                  | Landen                | Racourhalte 1          | 50° 44′ 14″ nord, 5° 02′ 47″ est | 200086              | (nl) Station van Racour met inbegrip van de logis des piocheurs |
| (nl) Rufferdingemolen met molenaarswoning                             | Oui                   |                                  | Landen                | Molenbergstraat        | 50° 45′ 09″ nord, 5° 05′ 06″ est | 200986              | (nl) Rufferdingemolen met molenaarswoning                       |
| (nl) Hoeve van 1847                                                   |                       |                                  | Landen-Rumsdorp       | Goffinstraat 16        | 50° 46′ 03″ nord, 5° 04′ 24″ est | 41833               | Téléverser                                                      |
| (nl) Parochiekerk Sint-Gertrudis                                      | Oui                   |                                  | Landen                | Kerkstraat 22          | 50° 45′ 21″ nord, 5° 04′ 51″ est | 43399               | (nl) Parochiekerk Sint-Gertrudis                                |
| (nl) Rijwoning                                                        |                       |                                  | Landen                | Bronstraat 10          | 50° 45′ 21″ nord, 5° 04′ 40″ est | 43404               | Téléverser                                                      |
| (nl) Parochiekapel Sint-Gillis                                        | Oui                   |                                  | Landen-Rumsdorp       | Rumsdorpstraat         | 50° 46′ 03″ nord, 5° 04′ 32″ est | 43408               | (nl) Parochiekapel Sint-Gillis                                  |
| (nl) Resten van leembouw                                              |                       |                                  | Attenhoven            | Lindestraat 13         | 50° 45′ 53″ nord, 5° 05′ 22″ est | 43410               | Téléverser                                                      |
| (nl) Gesloten hoeve                                                   | Oui                   |                                  | Attenhoven            | Lindestraat 78         | 50° 46′ 02″ nord, 5° 05′ 34″ est | 43411               | Téléverser                                                      |
| (nl) Woonhuis en poort van hoeve XVIII B                              |                       |                                  | Attenhoven            | Kastelstraat 10        | 50° 46′ 01″ nord, 5° 05′ 14″ est | 43414               | Téléverser                                                      |
| (nl) Woonhuis en poort van hoeve XVIII B                              |                       |                                  | Attenhoven            | Kastelstraat 8         | 50° 46′ 01″ nord, 5° 05′ 14″ est | 43414               | Téléverser                                                      |
| (nl) Hoevegebouwen                                                    | Oui                   |                                  | Attenhoven            | St.-Petrusstraat 7     | 50° 46′ 02″ nord, 5° 05′ 27″ est | 43415               | Téléverser                                                      |
| (nl) Parochiekerk Sint-Aldegondis                                     | Oui                   |                                  | Attenhoven-Neerlanden | Bergstraat             | 50° 46′ 40″ nord, 5° 04′ 49″ est | 43417               | (nl) Parochiekerk Sint-Aldegondis                               |
| (nl) Hoeve uit XVIII B                                                |                       |                                  | Attenhoven-Neerlanden | F. Istasstraat 2       | 50° 46′ 34″ nord, 5° 04′ 42″ est | 43418               | Téléverser                                                      |
| (nl) Gesloten hoeve 1794                                              |                       |                                  | Attenhoven-Neerlanden | F. Istasstraat 12      | 50° 46′ 37″ nord, 5° 04′ 44″ est | 43419               | Téléverser                                                      |
| (nl) Overblijfselen van een schuur in leembouw                        |                       |                                  | Attenhoven-Neerlanden | St.-Truidenstraat 16   | 50° 46′ 43″ nord, 5° 04′ 50″ est | 43422               | Téléverser                                                      |
| (nl) Hoeve bak- en zandsteen XVIII A                                  | Oui                   |                                  | Attenhoven-Neerlanden | Abdijstraat 1          | 50° 46′ 47″ nord, 5° 04′ 42″ est | 43423               | Téléverser                                                      |
| (nl) Gesloten hoeve 1787                                              |                       |                                  | Neerwinden            | Donkerstraat 37        | 50° 46′ 08″ nord, 5° 02′ 19″ est | 43425               | Téléverser                                                      |
| (nl) Hoeve XVIII                                                      |                       |                                  | Neerwinden            | Kruiskensstraat 5A     | 50° 46′ 03″ nord, 5° 02′ 32″ est | 43428               | Téléverser                                                      |
| (nl) Pachthof van Pierco, gesloten hoeve                              |                       |                                  | Neerwinden            | Zavelstraat 3          | 50° 46′ 15″ nord, 5° 02′ 18″ est | 43429               | Téléverser                                                      |
| (nl) Pachthof van Pierco, gesloten hoeve                              |                       |                                  | Neerwinden            | Zavelstraat 7          | 50° 46′ 15″ nord, 5° 02′ 18″ est | 43429               | Téléverser                                                      |
| (nl) Parochiekerk Sint-Martinus                                       | Oui                   |                                  | Neerwinden-Eliksem    | Brouwerijstraat        | 50° 47′ 02″ nord, 5° 00′ 36″ est | 43430               | (nl) Parochiekerk Sint-Martinus                                 |
| (nl) Woning                                                           |                       |                                  | Neerwinden-Eliksem    | Brouwerijstraat 28     | 50° 47′ 04″ nord, 5° 00′ 34″ est | 43431               | Téléverser                                                      |
| (nl) Parochiekerk Sint-Trudo                                          | Oui                   |                                  | Neerwinden-Laar       | Heuvelhofstraat        | 50° 46′ 16″ nord, 5° 01′ 32″ est | 43432               | (nl) Parochiekerk Sint-Trudo                                    |
| (nl) Gesloten hoeve, boerenhuis 1772                                  | Oui                   |                                  | Neerwinden-Laar       | Everspoelstraat 8      | 50° 46′ 14″ nord, 5° 01′ 34″ est | 43434               | Téléverser                                                      |
| (nl) Gedeelten van schuren in leembouw                                | Oui                   |                                  | Neerwinden-Laar       | Everspoelstraat 14     | 50° 46′ 13″ nord, 5° 01′ 30″ est | 43435               | Téléverser                                                      |
| (nl) Gedeelten van schuren in leembouw                                | Oui                   |                                  | Neerwinden-Laar       | Everspoelstraat 19     | 50° 46′ 13″ nord, 5° 01′ 30″ est | 43435               | Téléverser                                                      |
| (nl) Gedeelten van schuren in leembouw                                | Oui                   |                                  | Neerwinden-Laar       | Everspoelstraat 21     | 50° 46′ 13″ nord, 5° 01′ 30″ est | 43435               | Téléverser                                                      |
| (nl) Gedeelten van schuren in leembouw                                | Oui                   |                                  | Neerwinden-Laar       | Everspoelstraat 9      | 50° 46′ 13″ nord, 5° 01′ 30″ est | 43435               | Téléverser                                                      |
| (nl) Pastorie, dubbelhuis 1736                                        | Oui                   |                                  | Neerwinden-Laar       | Heuvelhofstraat 4      | 50° 46′ 17″ nord, 5° 01′ 32″ est | 43436               | (nl) Pastorie, dubbelhuis 1736                                  |
| (nl) Puntgevel                                                        | Oui                   |                                  | Neerwinden-Laar       | Heuvelhofstraat 5      | 50° 46′ 15″ nord, 5° 01′ 30″ est | 43437               | Téléverser                                                      |
| (nl) Hoeve                                                            | Oui                   |                                  | Neerwinden-Laar       | Heuvelhofstraat 15     | 50° 46′ 17″ nord, 5° 01′ 24″ est | 43438               | Téléverser                                                      |
| (nl) Gesloten hoeve XIX                                               | Oui                   |                                  | Neerwinden-Laar       | Heuvelhofstraat 14     | 50° 46′ 20″ nord, 5° 01′ 24″ est | 43439               | (nl) Gesloten hoeve XIX                                         |
| (nl) Lemen muurvlakken                                                |                       |                                  | Neerwinden-Laar       | Wangestraat 2          | 50° 46′ 17″ nord, 5° 01′ 38″ est | 43441               | Téléverser                                                      |
| (nl) Lemen muurvlakken                                                |                       |                                  | Neerwinden-Laar       | Wangestraat 7          | 50° 46′ 17″ nord, 5° 01′ 38″ est | 43441               | Téléverser                                                      |
| (nl) Koningsmolen, gesloten hoeve                                     | Oui                   |                                  | Neerwinden-Eliksem    | Brouwerijstraat 68     | 50° 46′ 55″ nord, 5° 00′ 49″ est | 43442               | (nl) Koningsmolen, gesloten hoeve                               |
| (nl) Parochiekerk Sint-Aldegonde                                      |                       |                                  | Neerwinden-Ezemaal    | Hakendoverstraat       | 50° 46′ 36″ nord, 4° 59′ 59″ est | 43443               | (nl) Parochiekerk Sint-Aldegonde                                |
| (nl) Parochiekerk Sint-Aldegondis                                     | Oui                   |                                  | Neerwinden-Overwinden | Torenstraat 4          | 50° 45′ 11″ nord, 5° 02′ 57″ est | 43444               | (nl) Parochiekerk Sint-Aldegondis                               |
| (nl) Gesloten hoeve uit einde XVIII                                   |                       |                                  | Neerwinden-Overwinden | Kruisboomstraat 1      | 50° 45′ 11″ nord, 5° 03′ 00″ est | 43446               | Téléverser                                                      |
| (nl) Pastorie, dubbelhuis XVIII d                                     |                       |                                  | Neerwinden-Overwinden | Kruisboomstraat 2      | 50° 45′ 08″ nord, 5° 02′ 59″ est | 43447               | Téléverser                                                      |
| (nl) Parochiekerk Kristus Koning, 1947                                |                       |                                  | Neerwinden-Wange      | Kiezelweg 2            | 50° 47′ 06″ nord, 5° 01′ 50″ est | 43448               | Téléverser                                                      |
| (nl) Hoeve                                                            |                       |                                  | Neerwinden-Wange      | Gildestraat 11         | 50° 47′ 11″ nord, 5° 01′ 46″ est | 43452               | Téléverser                                                      |
| (nl) Parochiekerk Sint-Lambertus                                      |                       |                                  | Walshoutem            | St.-Lambertusstraat    | 50° 43′ 19″ nord, 5° 05′ 15″ est | 43453               | (nl) Parochiekerk Sint-Lambertus                                |
| (nl) Hoeven                                                           |                       |                                  | Walshoutem            | St.-Lambertusstraat 68 | 50° 43′ 15″ nord, 5° 05′ 16″ est | 43455               | Téléverser                                                      |
| (nl) Gesloten hoeve                                                   | Oui                   |                                  | Walshoutem            | Walshoutemstraat 74    | 50° 43′ 13″ nord, 5° 05′ 23″ est | 43456               | (nl) Gesloten hoeve                                             |
| (nl) Gesloten hoeve ca. 1800                                          | Oui                   |                                  | Walshoutem            | Walhostraat 41         | 50° 43′ 21″ nord, 5° 05′ 52″ est | 43459               | (nl) Gesloten hoeve ca. 1800                                    |
| (nl) Parochiekerk Sint-Pancratius                                     |                       |                                  | Walshoutem            | Hoevestraat 6          | 50° 43′ 46″ nord, 5° 03′ 50″ est | 43460               | Téléverser                                                      |
| (nl) Gesloten hoeve uit XIX, doch woonhuis uit 1788                   |                       |                                  | Walshoutem            | Lijsemstraat 19        | 50° 43′ 38″ nord, 5° 03′ 38″ est | 43462               | Téléverser                                                      |
| (nl) Parochiekerk Sint-Jan-de-Doper                                   | Oui                   |                                  | Walshoutem            | Wezerenstraat 70       | 50° 44′ 12″ nord, 5° 05′ 07″ est | 43465               | (nl) Parochiekerk Sint-Jan-de-Doper                             |
| (nl) Watermolen uit XIX                                               |                       |                                  | Walshoutem            | Beekstraat 2           | 50° 44′ 10″ nord, 5° 05′ 08″ est | 43466               | Téléverser                                                      |
| (nl) Parochiekerk Sint-Amandus                                        | Oui                   |                                  | Walshoutem            | Wezerenstraat          | 50° 43′ 44″ nord, 5° 06′ 17″ est | 43469               | (nl) Parochiekerk Sint-Amandus                                  |
| (nl) Gesloten hoeven                                                  | Oui                   |                                  | Walshoutem            | Bormansstraat 46       | 50° 43′ 12″ nord, 5° 05′ 13″ est | 83770               | (nl) Gesloten hoeven                                            |
| (nl) Gesloten hoeven                                                  | Oui                   |                                  | Walshoutem            | Bormansstraat 48       | 50° 43′ 12″ nord, 5° 05′ 13″ est | 83770               | Téléverser                                                      |